# Смендес III
Смендес III (д/н —бл. 874 до н. е.) — давньоєгипетський політичний діяч, верховний жрець Амона у Фівах бл. 884—874 роках до н. е. Ім'я «Смендес» є еллінізованій формою єгипетського імені «Несбанебджед».

## Життєпис
Син фараона Осоркона I та цариці Ташедхонсу. Про дату народження немає відомостей. Стосовно початкової кар'єри нічого невідомо. Після смерті свого брата Іувелота отримав посаду Верховного жерця Амона та намісника Верхнього Єгипту. Це відбулося близько 884 року до н. е. Як Верховного жерця Амона Смендеса III представлено у «Текстах ніломер» в Карнаці, де він вказується також як син царя Осоркона.
Про каденцію Смендеса III майже нічого не відомо. Відомо, що він продовжив практику, започатковану його попередником. Втім ім'я фараона Такелота I опускалося в офіційних написах, про що свідчать Тексти ніломер. Низка дослідників вважають, що це сталося внаслідок якогось внутрішньодинастичного конфлікту, що відбувся у Верхньому Єгипті.
Помер Смендес III близько 874 року до н. е. Можливо його було повалено внаслідок повстання місцевої знаті. Новим Верховним жерцем став небіж Харсієс I.